# Liberty Bowl 2016 (décembre)
Ne doit pas être confondu avec Liberty Bowl 2016 (janvier), joué dans le cadre de la saison universitaire 2015.
Match précédent Match suivant
Le Liberty Bowl 2016 (décembre) est un match de football américain de niveau universitaire  joué après la saison régulière de 2016, le 30 décembre 2016 au Liberty Bowl Memorial Stadium de Memphis dans le Tennessee.
Il s'agissait de la 58e édition du Liberty Bowl.
Le match a mis en présence les équipes des Bulldogs de la Géorgie issue de la Southeastern Conference et des Horned Frogs de TCU issue de la Big 12 Conference.
Il a débuté à 18:00 heures locales et a été retransmis en télévision sur ESPN.
Sponsorisé par la société AutoZone Inc. (en), le match fut officiellement dénommé le AutoZone Liberty Bowl.
Georgia gagne le match sur le score de 31 à 23.

## Présentation du match
| Équipes                                                                                             | Conférences | Entraîneurs    | Stats. saison rég. | Classements avant le bowl (CFP/AP/Coaches) |
| --------------------------------------------------------------------------------------------------- | ----------- | -------------- | ------------------ | ------------------------------------------ |
| Bulldogs de la Géorgie                                                                              | SEC         | Kirby Smart    | 7-5                | NC                                         |
| Horned Frogs de TCU                                                                                 | Big 12      | Gary Patterson | 6-6                | NC                                         |
| Arbitre : Michael Batlan (Pac-12) Équipe donnée favorite par les bookmakers : Georgia à 1 contre 1. |             |                |                    |                                            |

Il s'agit de la 4e rencontre entre ces deux équipes, Georgia ayant remporté les trois premiers matchs, la dernière rencontre ayant eu lieu en 1988 (38 à 10 pour Georgia).

### Bulldogs de la Géorgie
Avec un bilan global en saison régulière de 7 victoires pour 5 défaites, Georgia est éligible et accepte l'invitation pour participer au Liberty Bowl de décembre 2016.
Ils terminent 3e de la East Division de la SEC derrière #20 Florida et Tennessee, avec un bilan en division de 4 victoires pour 4 défaites.
À l'issue de la saison régulière 2016, ils n'apparaissent pas dans les classements CFP , AP et Coaches.
Il s'agit de leur 4e participation au Liberty Bowl :
| Dates            | Adversaires                   | Scores | Victoires - Défaites |
| ---------------- | ----------------------------- | ------ | -------------------- |
| 16 décembre 1967 | North Carolina State Wolfpack | 14-07  | 0 - 1                |
| 29 décembre 1987 | Arkansas Razorbacks           | 17-20  | 1 - 1                |
| 31 décembre 2010 | UCF Knights                   | 10-06  | 1 - 2                |

### Horned Frogs de TCU
Avec un bilan global en saison régulière de 6 victoires pour 6 défaites, TCU est éligible et accepte l'invitation pour participer au Liberty Bowl de décembre 2016.
Ils terminent 5e de la Big 12 derrière #7 Oklahoma, #13 Oklahoma State, #14 West Virginia et Kansas State.
À l'issue de la saison régulière 2016, ils n'apparaissent pas dans les classements CFP , AP et Coaches.
Il s'agit de leur 1re apparition au Liberty Bowl.

## Résumé du match
Début du match à 11 h 3 locales, durée du match 03:18 heures.
Température: 49 °F (9,44 °C), vent d'Ouest-Nord-Ouest de 2 miles/h (3,21 km/h, temps clair.
| QT          | Temps       | Drive       | Drive       | Drive       | Équipe      | Description de l'action | Score | Score |
| QT          | Temps       | Jeux        | Yards       | TDP         | Équipe      | Description de l'action | GA    | TCU   |
| ----------- | ----------- | ----------- | ----------- | ----------- | ----------- | --- | ----- | ----- |
| 1           | 09:32       | 5           | 85          | 02:55       | GA          | TD à la suite d'une course de 4 yards par RB Sony Michel + 1 point de conversion par K Rodrigo Blankenship                                | 7     | 0     |
| 1           | 00:44       | 14          | 66          | 05:27       | TCU         | FG de 40 yards par K Brandon Hatfield | 7     | 3     |
| 1           | 00:02       | 2           | 21          | 00:27       | TCU         | TD à la suite d'une course de 10 yards par QB Kenny Hill + 1 point de conversion par K Brandon Hatfield                                   | 7     | 9     |
| 2           | 09:15       | 5           | 45          | 00:56       | TCU         | TD de 10 yards par WR John Diarse à la suite d'une réception de passe de QB Kenny Hill + 1 point de conversion par K Brandon Hatfield     | 7     | 16    |
| 2           | 01:13       | 9           | 76          | 04:12       | GA          | TD de 33 yards par RB Sony Michel à la suite d'une réception de passe de QB Jacob Eason + 1 point de conversion par K Rodrigo Blankenship | 14    | 16    |
| 3           | 07:08       | 12          | 52          | 06:36       | GA          | TD de 4 yards par WR Javon Wims à la suite d'une réception de passe de QB Jacob Eason + 1 point de conversion par K Rodrigo Blankenship   | 21    | 16    |
| 3           | 02:08       | 11          | 56          | 05:00       | TCU         | TD de 9 yards par WR John Diarse à la suite d'une réception de passe de QB Kenny Hill + 1 point de conversion par K Brandon Hatfield      | 21    | 23    |
| 4           | 13:27       | 7           | 56          | .3:41       | GA          | FG de 30 yards par K Rodrigo Blankenship                                                                                                  | 24    | 23    |
| 4           | 02:48       | 9           | 70          | 05:09       | GA          | TD à la suite d'une course de 13 yards par Nick Chubb + 1 point de conversion par K Rodrigo Blankenship                                   | 31    | 23    |
| Score final | Score final | Score final | Score final | Score final | Score final | Score final | 31    | 23    |

## Statistiques[4]
| Statistiques par Équipes               | Statistiques par Équipes | Statistiques par Équipes |
| Statistiques                           | GA                       | TCU                      |
| -------------------------------------- | ------------------------ | ------------------------ |
| 1er downs                              | 17                       | 17                       |
| Conversion de 3e Down                  | 7/14                     | 6/14                     |
| Conversion de 4e Down                  | 1/1                      | 1/2                      |
| Jeux–yards                             | 65 jeux pour 412 yards   | 67 jeux pour 321 yards   |
| Yards à la course                      | 248                      | 175                      |
| Yards à la passe                       | 164                      | 146                      |
| Passes : Réussies-Tentées-Interceptées | 12/21, 0 int.            | 18/28, 0 int.            |
| Réussite en zone rouge/chances         | 4/4                      | 4/6                      |
| TD                                     | 4                        | 3                        |
| Field Goals                            | 1                        | 1                        |
| Sacks (Nombre-Yards gagnés)            | 5/30                     | 3/20                     |
| Fumbles (Nombre/Perdus)                | 2/1                      | 2/2                      |
| Pénalités (Nombre/Yards perdus)        | 7/45                     | 2/10                     |
| Temps de possession                    | 33:25                    | 26:35                    |

| Meilleur Joueur (MVP) | Meilleur Joueur (MVP) | Meilleur Joueur (MVP) | Meilleur Joueur (MVP) |
| --------------------- | --------------------- | --------------------- | --------------------- |
| Système               | Nom                   | Équipe                | Poste                 |
| Attaque               | Kenny Hill            | Georgia               | QB                    |
| Défense               | Niko Small            | Georgia               | S                     |

| Statistiques Individuelles | Statistiques Individuelles                                                  | Statistiques Individuelles |
| -------------------------- | --------------------------------------------------------------------------- | -------------------------- |
| Quaterbacks                |                                                                             |                            |
| GA                         | John Eason : 12/21 passes réussies, 164 yards, 2 TDs, 0 Int., 3 sacks subis |                            |
| TCU                        | Kenny Hill : 18/27 passes réussies, 146 yards, 2 TDs, 0 Int., 5 sacks subis |                            |
| Meilleurs Coureurs         |                                                                             |                            |
| GA                         | Nick Chubb : 17 courses pour 142 yards nets gagnés et 1 TD                  |                            |
| TCU                        | Kyle Hicks : 15 courses pour 88 yards, 0 TD                                 |                            |
| Meilleurs Receveurs        |                                                                             |                            |
| GA                         | Isaiah McKenzie : 4 réceptions pour 103 yards, 0 TD                         |                            |
| TCU                        | Isaiah Graham : 3 réceptions pour 37 yards, 0 TD                            |                            |
| Meilleurs Tackleurs        |                                                                             |                            |
| GA                         | Roquan Smith : 9 tacles en solo et 4 assistes                               |                            |
| TCU                        | Small Niko : 8 tacles en solo et 4 assistes                                 |                            |